# Basselinia sordida
Basselinia sordida är en enhjärtbladig växtart som beskrevs av Harold Emery Moore. Basselinia sordida ingår i släktet Basselinia och familjen Arecaceae. Inga underarter finns listade i Catalogue of Life.